# Ana (Vorname)
Ana ist ein überwiegend weiblicher Vorname.

## Herkunft und Bedeutung
Als weiblicher Vorname ist Ana in verschiedenen Sprachen eine Variante von Anna.
Für den männlichen Vornamen Ana kommen verschiedene Herleitungen in Frage. Einerseits handelt es sich um einen biblischen Vornamen, hebräisch עֲנָה ʿᵃnâ. Dieser stellt eine Kurzform von der Wurzel ענה ʿnh „antworten“ mit ausgefallenem theophoren Element dar: „[Gott] hat geantwortet“ Andererseits handelt es sich um eine finnische Kurzform von Ananius „Elend“, „plötzlicher Schmerz der Not“ oder Ananias.

## Verbreitung
In Bosnien und Herzegowina zählt der Name Ana zu den beliebtesten Mädchennamen. Im Jahr 2021 belegte er Rang 34 der Hitliste. In Kroatien hat sich der Name in der Top-10 etabliert. Auch in Slowenien zählte Ana lange zu den Topnamen. Die Popularität des Namens sank zuletzt zwar leicht, jedoch stand der Name im Jahr 2021 immer noch auf Rang 15 der Hitliste.
Auch in Spanien ließ die Beliebtheit des Namens zuletzt nach, jedoch zählt er immer noch zu den populärsten Namen. Im Jahr 2021 belegte er Rang 30 der Hitliste. In Chile wird der Name zwar seltener vergeben, jedoch nahm seine Beliebtheit in den vergangenen Jahren zu. Im Jahr 2021 belegte er Rang 72 der Vornamenscharts.
Im portugiesischen Sprachraum ist der Name ebenfalls weit verbreitet. In Portugal gehört er zu den Top-Namen. Auch in Brasilien zählte er im 20. Jahrhundert zu den beliebtesten Frauennamen. Auch im Jahr 2022 stand der Name auf Rang 2 der Hitliste, wenn nur Erstnamen gezählt werden. Als alleinstehender Vorname belegte er Rang 68 der Hitliste.

## Varianten
- Bulgarisch: Ана Ana
- Georgisch: ანა Ana
- Mazedonisch: Ана Ana
- Serbisch: Ана Ana

Für weitere Varianten: siehe Hanna#Varianten
Varianten des finnischen Namens sind Anu und Ani. Für weitere Varianten von Ananias: siehe Chananja#Varianten.

## Namensträgerinnen
- Ana Alicia (* 1956), US-amerikanische Schauspielerin
- Ana Lily Amirpour (* 1980), US-amerikanische Regisseurin und Drehbuchautorin
- Ana de Armas (* 1988), kubanisch-spanische Schauspielerin
- Ana Aslan (1897–1988), rumänische Ärztin und Gerontologin
- Ana Beatriz García, spanische Schauspielerin
- Ana Isabel Alonso (* 1963), spanische Langstreckenläuferin
- Ana-Maria Avram (1961–2017), rumänische Komponistin und Pianistin
- Ana Beatriz (* 1985), brasilianische Rennfahrerin
- Ana Becciu (* 1948), argentinische Lyrikerin und Übersetzerin
- Ana Belén (* 1951), spanische Schauspielerin und Sängerin
- Ana da Costa da Silva Pinto Belo (* 1999), osttimoresische Taekwondoin
- Ana Paula Rodrigues Belo (* 1987), brasilianische Handballspielerin
- Virgínia Ana Belo (* 1971), osttimoresische Politikerin
- Ana Blandiana (* 1942), rumänische Dichterin
- Ana Botín (* 1960), spanische Managerin und Vorstandsvorsitzende von Santander UK
- Ana Botella (* 1953), spanische Politikerin der Partido Popular
- Ana Burgos (* 1967), spanische Duathletin und Triathletin
- Ana Bustorff (* 1959), portugiesische Schauspielerin
- Ana Caram (* 1958), brasilianische Bossa-Nova- und Pop-Jazz-Sängerin
- Ana Carrasco (* 1997), spanische Motorradrennfahrerin
- Ana Carvalho (* 1996), portugiesische Politikerin (Volt)
- Ana Paula Connelly (* 1972), brasilianische Beachvolleyballspielerin
- Ana Maria Crnogorčević (* 1990), Schweizer Fußballspielerin kroatischer Abstammung
- Ana Drev (* 1985), slowenische Skirennläuferin
- Ana Durlovski (* 1978), mazedonische Opernsängerin (Koloratursopran)
- Ana Dulce Ferreira Félix (* 1982), portugiesische Langstreckenläuferin, siehe Dulce Félix
- Ana Ferreira (* 1975), portugiesische Badmintonspielerin
- Ana Free (* 1987), portugiesische Sängerin
- Ana Lucía Frega (* 1935), argentinische Musikpädagogin
- Ana Gallego Torres (* 1974), spanische EU-Beamtin
- Ana Gros (* 1991), slowenische Handballspielerin
- Ana Hatherly (1929–2015), portugiesische Schriftstellerin und bildende Künstlerin
- Ana Ivanović  (* 1987), serbische Tennisspielerin
- Ana Jelenčić (* 1994), kroatische Fußballspielerin
- Ana Jelušić (* 1986), kroatische Skirennläuferin
- Ana Johnsson (* 1977), schwedische Sängerin
- Ana Jorge (* 1950), portugiesische Medizinerin und Politikerin
- Ana Emilia Lahitte (1921–2013), argentinische Schriftstellerin
- Ana Laíns (* 1979), Fado-Sängerin aus Portugal
- Ana Cristina Oliveira Leite (* 1991), portugiesisch-deutsche Fußballspielerin
- Ana Maria Machado (* 1941), brasilianische Schriftstellerin, Journalistin und Malerin
- Ana Mariscal (1921–1995), spanische Schauspielerin, Regisseurin und Schriftstellerin
- Ana Márquez (* 1986), spanische Pokerspielerin
- Ana Marwan (* 1980), slowenische Schriftstellerin
- Ana Matnadse (* 1983), georgische Schachspielerin und -trainerin, siehe Ann Matnadze Bujiashvili
- Ana María Matute (1925–2014), spanische Schriftstellerin
- Ana de Mendoza y de la Cerda (1540–1592), spanische Hofdame und Politikerin
- Ana Caterina Morariu (* 1980), rumänische Schauspielerin
- Ana Moreira (* 1980), portugiesische Filmschauspielerin
- Ana Moura (* 1979), portugiesische Fado-Sängerin
- Ana Nikolić (* 1978), serbische Popsängerin
- Ana Brian Nougrères, uruguayische Juristin und Menschenrechtsexpertin
- Ana Novac (1929–2010), rumänische Schriftstellerin
- Ana Cristina de Oliveira (* 1973), portugiesisch-US-amerikanische Schauspielerin
- Ana Ortiz (* 1971), US-amerikanische Schauspielerin
- Ana Padrão (* 1967), portugiesische Schauspielerin
- Ana Pauker (1893–1960), kommunistische Politikerin in Rumänien
- Ana Pessoa Pinto (* 1956), Generalstaatsanwältin von Osttimor
- Ana Popović (* 1976), serbische Blues-Gitarristin und -Sängerin
- Ana de la Reguera (* 1977), mexikanische Schauspielerin
- Ana Salazar (* 1941), portugiesische Modedesignerin
- Ana Srebrnič (* 1984), slowenische Schachspielerin
- Ana Claudia Talancón (* 1980), mexikanische Schauspielerin
- Ana Paula Ribeiro Tavares (* 1952), angolanische Historikerin und Dichterin
- Ana Torrent (* 1966), spanische Schauspielerin
- Ana Torroja (* 1959), spanische Popsängerin
- Ana Vela Rubio (1901–2017), spanische Altersrekordlerin
- Ana Vidović (* 1980), kroatische klassische Gitarristin
- Ana Wagener (* 1962), spanische Theater-, TV- und Filmschauspielern